# Lista de membros titulares da Academia Brasileira de Ciências empossados em 2007
Esta lista contém os nomes dos membros titulares da Academia Brasileira de Ciências empossados em 2007.
| Imagem | Nome                                  | Datas de nascimento e falecimento | Local de nascimento            | Área de especialização | Alma mater     | Data de posse          | Conhecido por | Referências   |
| ------ | ------------------------------------- | --------------------------------- | ------------------------------ | ---------------------- | -------------- | ---------------------- | --- | ------------- |
|        | Ado Jório de Vasconcelos              | 11 de junho de 1972               | Belo Horizonte, MG             | Ciências Físicas       | UFMG           | 03 de dezembro de 2007 | Foi orientado pelo acadêmico Marcos Assunção Pimenta | [ 2 ]         |
|        | Angela Maria Vianna Morgante          | 04 de março de 1944               |                                | Ciências Biológicas    | UBFA           | 03 de dezembro de 2007 | | [ 3 ]         |
|        | Artur Oscar Lopes                     | 17 de outubro de 1950             | Rio de Janeiro, RJ             | Ciências Matemáticas   | UFRJ           | 03 de dezembro de 2007 | Foi orientado por Jacob Palis. É o autor dos livros Tópicos de Mecânica Clássica, Cálculo Tensorial, Teoria dos Corpos, e Equações Diferenciais Ordinárias. Seu livro intitulado A Casa de Minha Vó obteve o segundo lugar no Prêmio Jabuti na categoria contos e crônica em 2007. | [ 4 ] [ 5 ]   |
|        | Berenice Bilharinho de Mendonça       | 18 de março de 1950               | Uberaba, MG                    | Ciências da Saúde      | UFTM           | 03 de dezembro de 2007 | | [ 6 ]         |
|        | Eduardo Vasconcelos Oliveira Teixeira | 09 de abril de 1976               |                                | Ciências Matemáticas   | UFC            | 03 de dezembro de 2007 | | [ 7 ]         |
|        | Elcio Abdalla                         | 28 de agosto de 1953              |                                | Ciências Físicas       | USP            | 03 de dezembro de 2007 | Recebeu o prêmio Weisskopf do Instituto Abdus Salam, Trieste, em 1992 | [ 8 ]         |
|        | Ennio Marques Palmeira                | 29 de maio de 1953                | Rio de Janeiro, RJ             | Ciências da Engenharia | UFRJ           | 03 de dezembro de 2007 | Foi o fundador e primeiro presidente da Associação Brasileira de Geossintéticos | [ 9 ]         |
|        | Glaucius Oliva                        | 05 de outubro de 1959             |                                | Ciências Biomédicas    | USP            | 03 de dezembro de 2007 | Foi diretor (2010) e presidente (2011-2015) do CNPq e fundou Conselho Administrativo do Conselho Global de Pesquisa (GRC, na sigla em inglês) | [ 10 ]        |
|        | Henrique Bursztyn                     | 15 de março de 1973               | Rio de Janeiro, RJ             | Ciências Matemáticas   | UFRJ           | 03 de dezembro de 2007 | | [ 11 ]        |
|        | Hilário Alencar da Silva              | 20 de setembro de 1953            |                                | Ciências Matemáticas   | UNICAP         | 03 de dezembro de 2007 | | [ 12 ]        |
|        | Maria Assunção Faus da Silva Dias     | 30 de setembro de 1952            |                                | Ciências da Terra      | USP            | 03 de dezembro de 2007 | | [ 13 ]        |
|        | Mario José Abdalla Saad               | 09 de maio de 1956                | Igarapava, SP                  | Ciências da Saúde      | UFTM           | 03 de dezembro de 2007 | É editor seccional do en:Brazilian Journal of Medical and Biological Research | [ 14 ]        |
|        | Miriani Griselda Pastoriza            | 24 de dezembro de 1939            | Santiago del Estero, Argentina | Ciências Físicas       | UNC, Argentina | 03 de dezembro de 2007 | galáxia Sersic-Pastoriza | [ 15 ] [ 16 ] |
|        | Nivio Ziviani                         | 27 de agosto de 1946              | Belo Horizonte, MG             | Ciências da Engenharia | UFMG           | 03 de dezembro de 2007 | Criador de LATIN – Laboratório para Tratamento da Informação (1994). Seu número de Erdös é 2. Foi co-fundador da Miner Technology Group (1998) e Akwan Information Technologies (2000)                                                                                             | [ 17 ]        |
|        | Ruben George Oliven                   | 24 de outubro de 1945             |                                | Ciências Sociais       | UFRGS          | 03 de dezembro de 2007 | Autor de A Parte e o Todo: a diversidade cultural no Brasil-nação | [ 18 ]        |
|        | Vitor Francisco Ferreira              | 09 de maio de 1953                | Rio de Janeiro, RJ             | Ciências Químicas      | UFRJ           | 03 de dezembro de 2007 | Foi orientado pelo membro correspondente, en:Ernest Wenkert. Recebeu o prêmio Hart Memorial Award (1983) da UCSD | [ 19 ]        |